# Acción Democrática
Acción Democrática (AD) (demokratisk aktion), även känd bland sina anhängare som "el Partido Blanco" (det vita partiet), är ett socialdemokratiskt politiskt parti i Venezuela och medlem av Socialistinternationalen.
Ursprungligen var Acción Democrática ett socialistiskt vänsterparti som anammade nationalism, progressivism och antiimperialism. Sedan 1980-talet har partiet följt em mer moderat socialdemokratisk linje, genom att överge statismen och driva en mer pluralistisk doktrin.
I de senaste parlamentariska valet, som genomfördes i september 2010, fick Acción Democrática 924 339 röster, vilket motsvarar 8,17% av de giltiga rösterna och gjorde partiet till det fjärde största venezolanska partiet. Samtidigt blev det tredje största partiet i koalitionen MUD, med 18,17% av rösterna.

## Historia

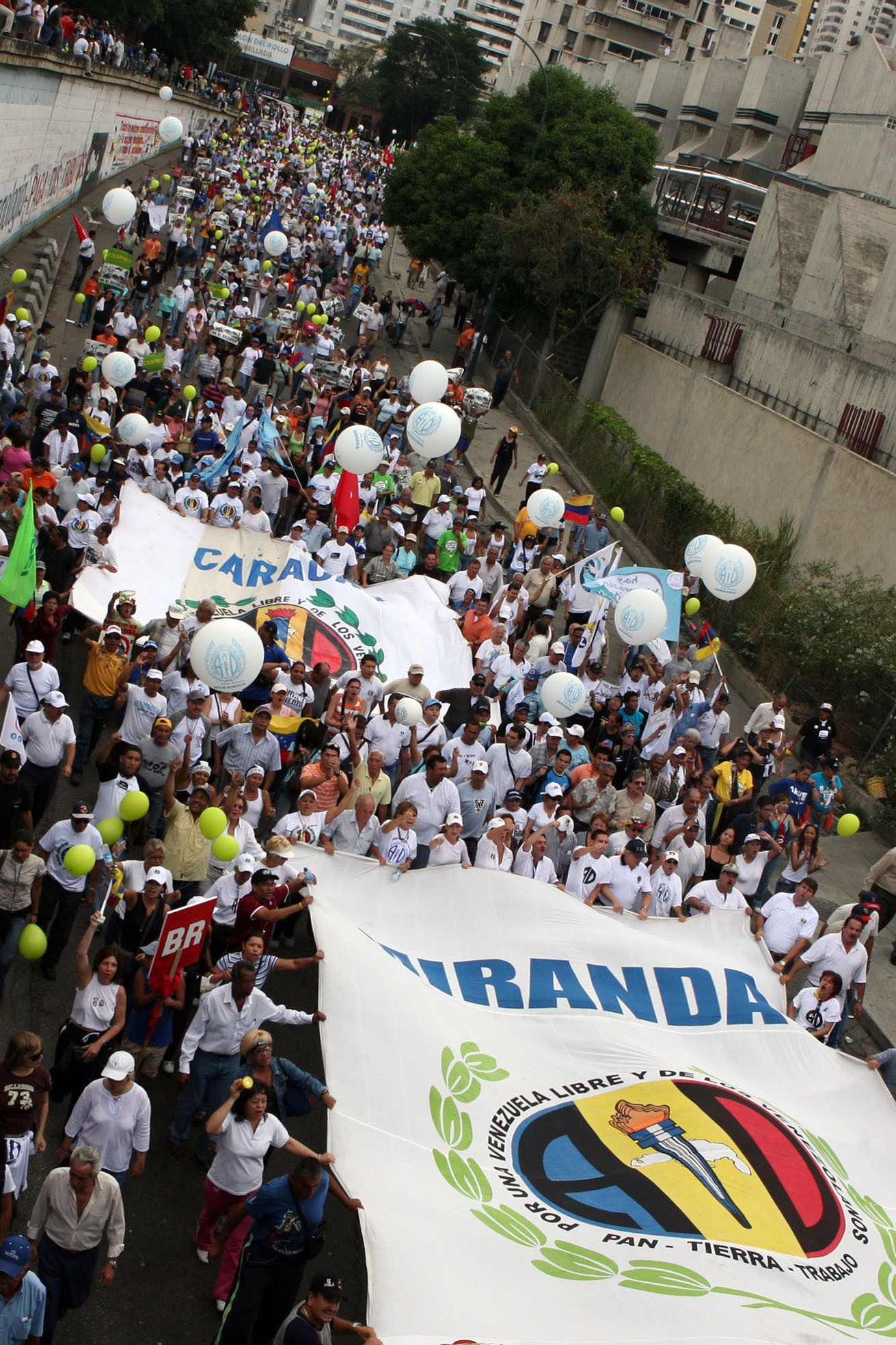
Acción Democráticas flagga i en demonstration.

Det äldsta föregångaren till Acción Democrática var Agrupación Revolucionaria de Izquierda (ARDI) som bildades 1931 i Colombia av Rómulo Betancourt och andra exilvenezolaner 1931. Detta parti efterföljdes 1936 av Movimiento de Organización Venezolana (ORVE), som efter sin upplösning återbildades som Partido Democrático Nacional (PDN). Sedan framträdde AD, som grundades 1941, i samband med författaren Rómulo Gallegos presidentkandidatur. De övriga grundarna bar bland andra Betancourt, Andrés Eloy Blanco, Luis Augusto Dubuc, Juan Oropeza Riera, Gonzalo Barrios, Leonardo Ruiz Pineda, Jesús Ángel Paz Galarraga, Luis Beltrán Prieto Figueroa, Carlos (Chicho) Herrera. Partiet introducerades i en ceremoni i Plaza Nuevo Circo i Caracas.
AD är ett av de partier som bildades i Venezuela under första halvan av 1900-talet som bestått. Efter fallet av Juan Vicente Gómez diktatur, anammade AD statismen, där Staten skulle reglera och ta initiativet i företagandet, likaväl som i finanssektorn. Partiet förespråkade tullprotektionism (dock bröt det mot principen genom att sänka tullarna för amerikanska produkter i utbyte mot sänkta tullar på venezolanska oljeexporter till USA). Denna politik delades av det kristdemokratiska partiet COPEI och övergick till en konsensus som präglade landets politik under mer än tre årtionden (1958-1993). Beslutet att inte ansluta sig till Sovjetunionen under Kalla kriget, och det blodiga kuvandet av de kommunistiska gerillagrupperna som hotade partiets herravälde under 1960-talet gjorde att partiet betraktades som ett moderat vänsterparti, och blev ibland anklagat för att vara alltför högerinriktat. AD innefattade många populistiska element och förkunnade sig "folkets parti". Partiet kontrollerade även den ledande fackföreningen i landet, Confederación de Trabajadores de Venezuela (CTV).
Efter diktatorn Marcos Pérez Jiménez fall undertecknade AD, COPEI och  Unión Republicana Democrática (URD) Punto Fijo-pakten . Efteråt turades AD och COPEI om regeringsmakten.
AD har bildat sex regeringar, var presidenter har varit de ovan nämnda Gallegos och  Betancourt, Raúl Leoni, Carlos Andrés Pérez (vid två tillfällen), Jaime Lusinchi, Octavio Lepage (provisoriskt), y Ramón José Velásquez (interimspresident som utsågs av Venezuelas kongress som leddes av AD). Presidentkandidaterna som besegrades i valen av motståndarpartiet COPEI under 1960- och 1970-talen var Gonzalo Barrios, som förlorade mot Rafael Caldera och Luis Piñerúa Ordaz, som förlorade mot Luis Herrera Campins.
Efter Pérez andra presidentmandat (1989-1993) förlorade partiet väljare, speciellt vid presidentvalen 1993, när kandidaten Claudio Fermín lyckades knappt få 20% av rösterna, i jämförelse med de tidigare valen då partiet erhöll mer än 50%.
| AD-President        | Mandatperiod | Kom till makten                            | Yrke       |
| ------------------- | ------------ | ------------------------------------------ | ---------- |
| Rómulo Betancourt   | 1945-1948    | Statskupp                                  | Journalist |
| Rómulo Gallegos     | 1948-1948    | Fria val                                   | Författare |
| Rómulo Betancourt   | 1959-1964    | Fria val                                   | Journalist |
| Raúl Leoni          | 1964-1969    | Fria val                                   | Jurist     |
| Carlos Andrés Pérez | 1974-1979    | Fria val                                   | Politiker  |
| Jaime Lusinchi      | 1984-1989    | Fria val                                   | Barnläkare |
| Carlos Andrés Pérez | 1989-1993    | Fria val                                   | Politiker  |
| Octavio Lepage      | 1993-1993    | Provisorisk president utsedd av Kongressen | Jurist     |
| Ramón J. Velásquez  | 1993-1994    | Interimspresident utsedd av Kongressen     | Historiker |

### Nedgång
Opinionsundersökningarna inför valet 1998 var ännu mer traumatiska då de visade att kandidaten Luis Alfaro Ucero inte hade en rimlig chans att vinna. En vecka före valet bytte därför partiet sin kandidat till Henrique Salas-Römer, vilken enligt undersökningarna var den ende kandidaten som kunde hota Hugo Chávez; den senare vann dock valet i alla fall. Från och med detta blev det största venezolanska partiet under 1900-talet ett andrarangsparti. Under presidentvalrörelsen 2000 presenterades ingen kandidat alls (trots att Antonio Ledezma, tidigare borgmästare av Caracas, ville kandidera, blev han nekad av partiledningen) och lyckades bara få två delstatsguvernörsposter (Monagas och Apure) och en minskat antal ledamöter i nationalförsamlingen. I de parlamentariska valet 2005 och presidentvalet 2006 avstod partiet från att presentera kandidater, så det var tvunget för första gången i sin historia att samla namnunderskrifter för att återregistrera sig hos det nationella valrådet.